# 辖曼镇
辖曼镇，原为辖曼乡，是中华人民共和国四川省阿坝藏族羌族自治州若尔盖县下辖的一个乡镇级行政单位。2019年12月，将辖曼种羊场管理区域划归辖曼镇管辖。

## 行政区划
辖曼镇下辖以下地区：
塔洼村、嘎穷村、文戈村、西仓村、河拉村和卡加村。